# Rudskoga församling
Rudskoga församling var en församling i Östra Värmlands kontrakt i Karlstads stift i Svenska kyrkan. Församlingen låg i Kristinehamns kommun i Värmlands län och ingick i Kristinehamns pastorat. 1 januari 2025 uppgick församlingen i Kristinehamns församling.

## Administrativ historik
Församlingen hade medeltida ursprung. År 1638 utbröts (Ny)Sunds församling.
Församlingen utgjorde under medeltiden ett eget pastorat för att därefter till 1638 vara annexförsamling i pastoratet Visnum, Visnums-Kil och Rudskoga. Från 1638 till 1962 bildade församlingen pastorat med Nysunds församling, som moderförsamling till 1944, annexförsamling därefter. Från 1962 till 2006 var den åter annexförsamling i pastoratet Visnum, Visnum-Kil och Rudskoga som fram till 1970 även omfattade Södra Råda församling. Från 2006 ingick församlingen i Kristinehamns pastorat. År 2014 fanns här 659 invånare, varav 73 procent (482 personer) var kyrkomedlemmar. 1 januari 2025 uppgick församlingen i Kristinehamns församling.

## Organister
| Period    | Namn                 | Levnadstid | Övrigt   |
| --------- | -------------------- | ---------- | -------- |
| 1869-1871 | Karl Alfred Wikström | 1836-1910  | Organist |

## Komministrar
| Period    | Namn               | Levnadstid | Övrigt |
| --------- | ------------------ | ---------- | ------ |
| 1893-1904 | Götrik Svartengren | 1851-1925  |        |
| 1905-     | Jakob Sillén       | 1872-      |        |

## Kyrkor
- Rudskoga kyrka